# Campbell Mithun Tower
La Campbell Mithun Tower è un grattacielo di 42 piani situato al numero 222 della South 9th Street a Minneapolis, Minnesota. Al suo interno sono presenti uffici, ristoranti, negozi e ambulatori medici.